# ジュリスト (法学)
ジュリスト（英：jurist）は、法に関する専門的知識を有する人のことである。つまり法について分析したり論じる人のことをいう。通常は法学者であって、かならずしも法に関する公的資格を持ってたり法律実務家〔弁護士など〕である必要はないが、英語の場合「ジュリスト」は裁判官にも適用される用語である。ローマ法に依拠するならば、ジュリスト（英：jurist）は、法的な助言を行う人（jurisconsulta）のことである。
英語のジュリストという用語は他のヨーロッパ言語で用いられる同様の用語と同じく、基本的に法律の専門家と同義である。つまり法律実務のための専門的な法学の学位を持っている人間全てを指すということである。

## 著名なジュリスト
- ウル・ナンム
- スパルタのリュクールゴス
- ソロン
- B.R.アンベードカル
- キケロ―
- ムハンマド・アヴェロエス
- トマス・アクィナス
- アルベリコ・ジェントリ（英語版）
- フランシス・ベーコン
- ウィリアム・ブラックストン
- チェーザレ・ベッカリーア
- ジェレミー・ベンサム
- J.S.ミル
- ジョン・マーシャル
- ムハンマド・イクバール
- フェリックス・フランクファーター
- オリバー・ウェンデル・ホームズ・ジュニア